# 四大賽
四大賽是指高爾夫球比賽中4項主要的男子賽事。
- 美國名人賽，每年4月在奧古斯塔高爾夫球俱樂部舉行。
- PGA錦標賽，原為每年8月舉辦，但由於美國8月氣候的不確定性，加上為避免聯邦快遞杯季後賽事、歐洲各國足球賽季衝突，以及奧運重新將高爾夫列為比賽項目等諸多因素，自從2019年開始更改為每年5月舉辦。
- 美國公開賽，每年6月舉辦，主办方是美国高尔夫球协会（USGA）。
- 英國公開賽，每年7月舉辦，主办方是R&A，英國圣安德鲁斯皇家古老高尔夫俱乐部。